# Emilie Bach
Emilie Bach (2. července 1840, Nové Hrady – 30. dubna 1890, Vídeň) byla německá novinářka, ředitelka Císařsko-královské školy umělecké výšivky ve Vídni.

## Biografie
Emilie Bach (rozená Kohn) se narodila v židovské rodině na orlickoústecku. Vyučovala uměleckou výšivku, byla ředitelkou školy umělecké výšivky ve Vídni. Publikovala dvě práce v oboru a přispívala do řady vídeňských periodik.
Za svou činnost byla vyznamenána zlatým Záslužným křížem s korunou.

## Dílo
- Neue Muster in altem Stil. – Dornach (Elsass): Dillmont, o.J. Lief. 1-3
- Die weibliche Handarbeit. Vortrag. – Reichenberg: Gebr. Stiepel, 1880
- Special-Ausstellung weiblicher Handabbeiten im k.k.österreichischen Museum für Kunst und Industrie. März, April, Mai 1886. (Führer und Bericht.) – Wien: Carl Gerold's Sohn, 1886